# Дом-музей А. И. Кочешева
Дом-музей А. И. Кочешева — музей, расположенный в городе Курган.
Музей посвящён фотографу Алексею Ивановичу Кочешеву (3 марта 1865 — после 1933), который 19 сентября 1891 года открыл своё фотоателье. Благодаря его работам можно увидеть Курган таким, каким он был в конце XIX — начале XX века.
Творческая жизнь Алексея Кочешева началась, когда он получил разрешение тобольского губернатора на производство фотографических работ в Кургане. На первую Курганскую сельскохозяйственную кустарно-промышленную выставку 1895 года Кочешев предоставил около четырёхсот фотографий с видами на Курган и окрестности. За это его наградили серебряной медалью, а спустя год, получил похвальный отзыв после участия в Московской фотографической выставке. В начале XX века Кочешев переехал в другой дом. Он был двухэтажным, и фотограф отвел первый этаж на ателье. В этом же здании он открыл и магазин писчебумажных принадлежностей и фототоваров. Кочешев любил фотографировать железнодорожников. Для них фотограф делал скидки в цене.
Кочешева увлекли бурные события 1905 года. «Манифест о свободе» печатался в его типографии. Подавив открытое революционное выступление рабочих Кургана, городская полиция арестовала весь стачечный комитет. Кочешев, пользуясь своим авторитетом, сумел проникнуть в тюремный двор и сделать групповой снимок арестованных — 14 человек. Но полицейские вскоре конфисковали негатив. Все же один отпечаток остался (он теперь хранится в музее). В 1907 году Кочешев отснял первомайские демонстрации, а в 1917 году стал очевидцем революции.
После революции Алексей Кочешев потерял свой фотосалон и вместе с семьей уехал в Омск. До 1933 года работал мастером по ремонту павильонной аппаратуры в Новосибирске. Многочисленные архивы потерялись, и только несколько сот пожелтевших снимков бережно хранятся в местных музеях и семейных альбомах коренных горожан. До наших дней дошёл 521 фотоснимок именитого мастера, передающий историю Зауралья до 1917 года.
Во время революционных событий в доме Кочешева находилась газетная типография. 15 марта 1917 года курганская «Народная газета», принадлежавшая Союзу сибирских маслодельных артелей, опубликовала сообщение о выходе первого номера газеты «Известия Курганского Совета рабочих и солдатских депутатов». До сентября 1917 года руководство в этой газете принадлежало эсерам и меньшевикам. С сентября по декабрь 1917 года издание газеты «Известия» было прекращено. Однако с января 1918 года газета стала выходить снова. Её редактором стал большевик Я. Я. Пуриц. Последний номер вышел из печати 1 июня 1918 года. Однако распечатанная часть тиража была уничтожена белочехами, а редактор арестован. 15 сентября Я. Я. Пуриц был расстрелян вместе с другими курганскими комиссарами.
В послереволюционный период дом был перестроен. Была ликвидирована застекленная стена фотоателье с верхне-боковым освещением, заложены угловой вход и вход с улицы Советской. Убраны массивные фигурные ворота и угловой балкон, а также шатровое завершение кровли со шпилем. В середине шестидесятых годов в доме произвели капитальный ремонт: были проведены центральное отопление и холодная вода. 27 мая 1983 года Курганский областной исполнительный комитет принял решение № 369 «О мерах по дальнейшему улучшению работы музеев в области», в котором рекомендовал Курганскому городскому исполнительному комитету передать этот исторический памятник областному краеведческому музею для размещения в нём отдела истории советского общества и фондохранилища.
Дом-музей открыт на общественных началах, готовится постоянная экспозиция, собирается материал по наследию Кочешева. Располагается дом-музей в фотоателье Кочешева на пересечении улиц Комсомольская и Советская (в те года Думский переулок и Дворянская улица).

## Галерея
- Кочешев Алексей Иванович.
- Обратная сторона фотографий Фотографического ателье Алексея Ивановича Кочешева.